# Acting out
L’acting out ou acting-out est un terme de psychologie lié aux mécanismes de défense et d'autocontrôle. Ce terme signifie qu'on cède à une action au lieu d'y résister ou de maîtriser ses pulsions. L'action va habituellement au-delà des règles sociales et peut prendre des formes diverses : s'abandonner à une dépendance (alcool, drogue, vol, ...) ou, inconsciemment ou partiellement consciemment, attirer l'attention par des provocations ou des comportements anormaux. 
De manière générale, l'action est auto-destructive ou dérangeante envers autrui, et empêche le développement de réponses plus appropriées aux sentiments ressentis.
Le terme a été traduit en français par passage à l'acte. 
Cependant, Jacques Lacan psychanalyste utilise cette dernière locution pour une notion différente.

## Origine de la terminologie
Le « agieren » de Freud a été traduit dans un premier temps par « passage à l'acte ». Mais Jacques Lacan a trouvé cette traduction réductrice et incorrecte, et a préféré utiliser dans ses textes la traduction anglaise, « acting-out », et distinguer ce concept du « passage à l'acte ». L'acting-out ne se traduit pas forcément par des actions motrices. Il peut s'agir de provocations dans le comportement, de comportement « collant », de silences ou au contraire de verbalisation excessive. C'est une conduite toujours vers l'Autre, avec qui le patient est en conflit, et généralement plus organisée que le passage à l'acte, qui est impulsif. Certains auteurs, tels que Jean-Bertrand Pontalis ou Jean Laplanche ne procèdent pas à cette distinction, et ne voient pas de différence significative entre « acting-out » et passage à l'acte.

## Prise en compte des sentiments d'acting out
Les sentiments d'acting out peuvent être transformés en réactions plus constructives, comme une réelle conversation, par une thérapie facilitant l'expression ou la prise de conscience de ses sentiments. Le développement de la capacité à exprimer ses conflits de manière rassurante et constructive est un aspect important du contrôle de ses impulsions, de développement personnel et de protection de soi.

## Analyse
Sigmund Freud considérait que les patients en analyse tendaient à préférer l'acting out de leurs conflits à leur souvenir = répétition compulsion. La tâche de l'analyste est d'aider le patient, momentanément incapable de se rappeler ses souvenirs oubliés ou réprimés, donc en situation d'acting out, de remplacer l'activité présente par la mémoire du passé.
Otto Fenichel a ajouté que l'acting out donne des indices précieux au thérapeute, mais représente une résistance psychologique dans la mesure où la réaction se fait uniquement au présent, au détriment de la dissimulation de l'influence sous-jacente du passé. Jacques Lacan parle de l'action corrective de l'acting out, bien que d'autres soulignent l'importance de limiter sa portée en termes d'autodestruction/d'agression des autres.
Jacques Lacan reprend le terme d'acting out lors de son Séminaire X, L'angoisse, et indique : "L'acting out est essentiellement la monstration, le montage, voilé sans doute, mais non pas voilé en soi. Il n'est voilé que pour nous, comme sujet de l'acting out, en tant que ça parle, e,n tant que ça pourrait faire vrai." Lacan indique ici que dans l'acting out quelque chose se montre. Il y a ici un message qui resterait en souffrance. Cette approche permet de différencier très nettement l'acting out du passage à l'acte. Guy Briole dans un article intitulé "Viser l'acte" résume ainsi la différence : "Là où le passage à l’acte se spécifie d’être une séparation brutale, une "bascule hors de la scène", l’acting out, lui, est message adressé à un destinataire, une montée sur scène, une "monstration", un appel à l’interprétation." Avec cette approche de l'acting out, Lacan en fait un symptôme : "Qu'est ce que ça a d'original, cet acting out, et cette démonstration de ce désir inconnu ? Le symptôme c'est pareil. L'acting out, c'est un symptôme." Symptôme et acting out peuvent donc être touchés par l'interprétation mais Lacan note une différence, le symptôme (contrairement à l'acting out) n'est pas un appel à l'interprétation. En postulant que l'acting out est un appel à l'interprétation, Lacan met en lien acting out et Autre, ce que Jacques-Alain Miller note très précisément : "l’acting out, qui est une montée sur scène, est un appel à l’Autre" Lacan noue alors l'acting out au transfert puisqu'il suppose un Autre qui puisse entendre et interpréter, mais un transfert particulier "c'est l'amorce du transfert. C'est le transfert sauvage."

## Éducation
Durant les premières années, les accès de colère peuvent être considérés comme des épisodes d'acting out. Étant donné que les jeunes enfants n'ont pas encore développé les moyens de communiquer leurs sentiments et leur désarroi, les colères sont un moyen efficace et pratique d'alerter les parents à leurs besoins et d'attirer l'attention. Idéalement, lorsque les enfants se développent, ils apprennent à remplacer ces stratégies de sensibilisation par des moyens de communication mieux acceptés socialement et plus constructifs. Lors de l'adolescence, l'acting out sous la forme de comportements rebelles tels que fumer, le vol à l'étalage ou la prise de drogues peut être interprété comme un « appel au secours ». Ce comportement prédélinquant peut être une recherche de contrôle de la part de parents ou d'autres figures parentales. L'adolescent paraît dérangeant – et l'est sans doute – mais ce comportement est renforcé par une incapacité de réguler ses émotions d'une autre manière.

## Dépendance
En situation de dépendance comportementale ou chimique, l'acting out peut donner l'illusion à la personne dépendante d'avoir le contrôle de la situation.

## Criminologie
Les criminologistes débattent si la délinquance juvénile est une forme d'acting out ou représente plutôt des conflits plus importants dans le processus de socialisation.